# جيني كارلسون
جيني كارلسون (بالسويدية: Jenny Karlsson)‏ هي لاعبة كرة الريشة سويدية، ولدت في 2 يناير 1975 في Sävar ‏ في السويد.

## وصلات خارجية
- جيني كارلسون على موقع BWF.tournamentsoftware.com (الإنجليزية)
- جيني كارلسون على موقع BWFbadminton.com (الإنجليزية)
- جيني كارلسون على موقع اللجنة الأولمبية الدولية (الإنجليزية)
- جيني كارلسون على موقع أوليمبيديا (الإنجليزية)
- جيني كارلسون على موقع اللجنة الأولمبية السويدية (السويدية)